# プリモ・ピアット

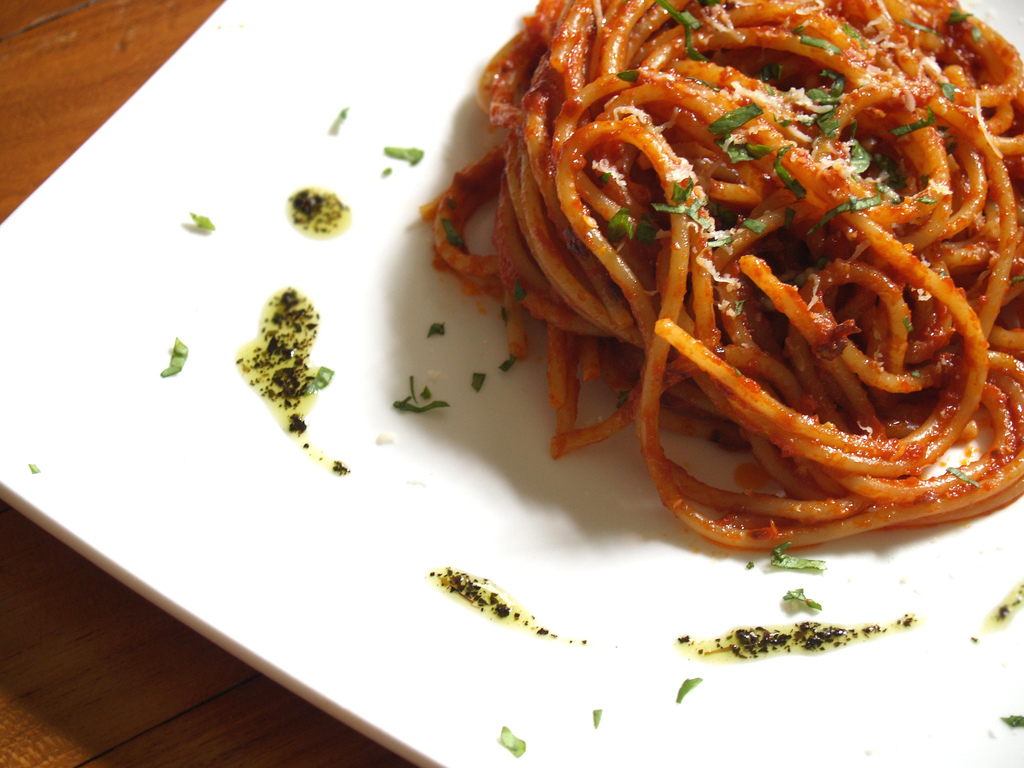
スパゲッティ・アラビアータ、代表的なプリモ・ピアット

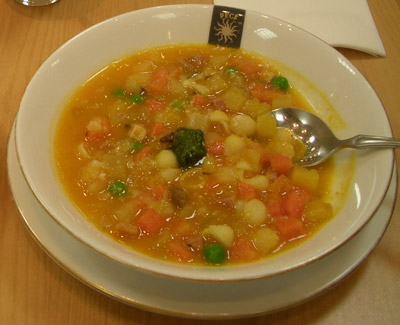
野菜のミネストローネ

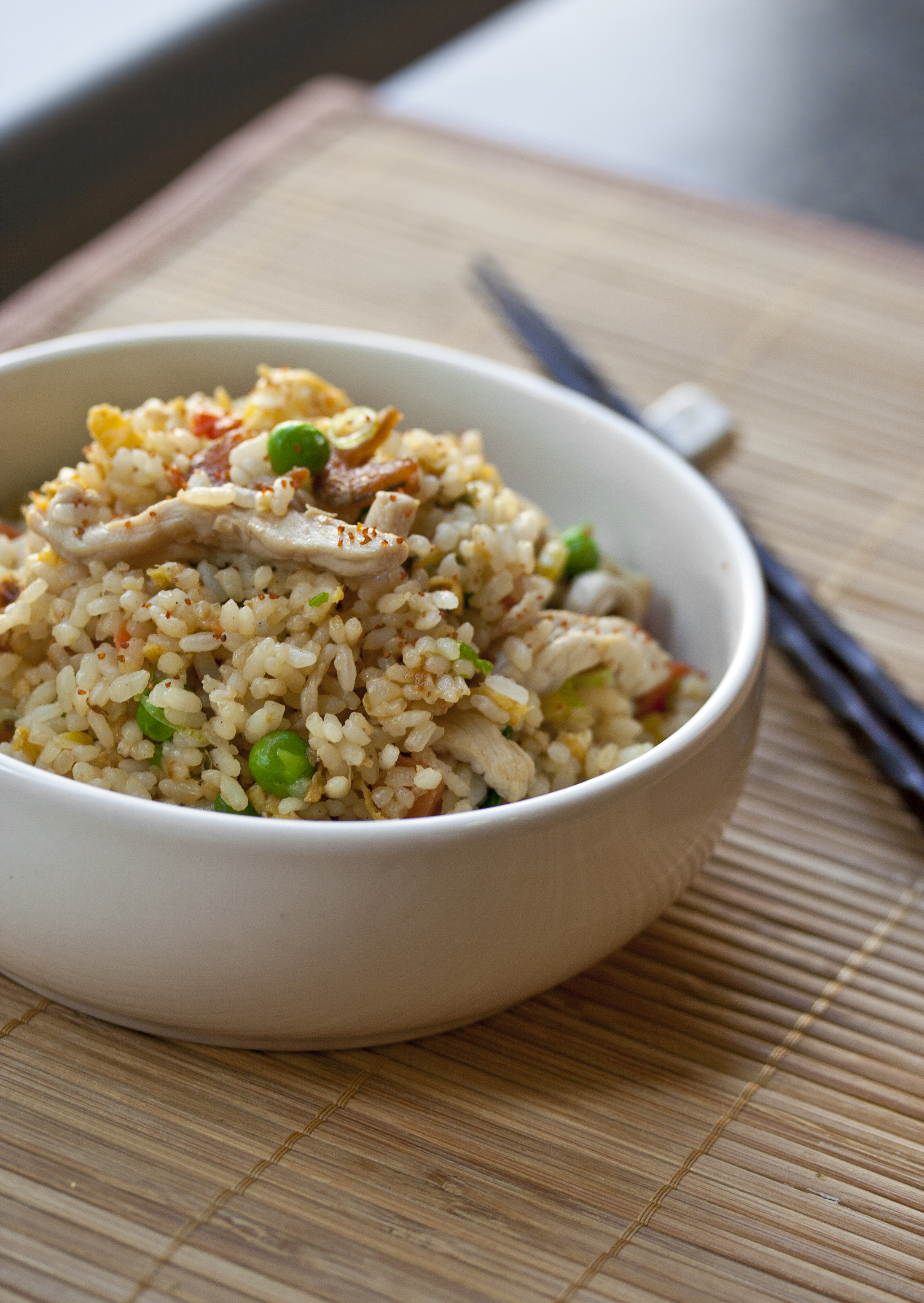
リーゾ・アッラ・カントネーゼ（揚州チャーハン）

プリモ・ピアット（イタリア語: primo piatto）は食事の初めに食べられる、一般的には米かパスタをベースにしたイタリア料理のピアットだが、一種類ないし複数の前菜が出される場合もある。
プリモ・ピアットを構成する料理は必ずしも水気の少ないものとは限らず、逆に全体または一部が豆類と野菜をベースにした、スプーンで食べるズッパやミネストラなどのスープが供されることも多い。
一部の料理は提供される量や、さまざまな地方の習慣に応じて主菜としても副菜としても供されることがある（例えば、リーゾ・アッラ・カントネーゼ〈揚州チャーハン〉やポレンタ）。

## 栄養面
一般的にメインディッシュとして供されるプリモ・ピアットは炭水化物がかなり豊富で、タンパク質が多く含まれるセコンド・ピアットとは対照的である。

## 伝統的なレストラン
多くの場合、伝統的なイタリアのレストランでは、客はプリモ・ピアットに加えて、セコンド・ピアットやデザートなどの他の料理を注文することが期待される。
フランス料理のメニューでは、イタリア料理のプリモ・ピアットは一般的にメインディッシュに取り込まれている。